# Mission particulière
Mission particulière (For Special Services) est un roman de la saga littéraire James Bond, écrit par John Gardner, et publié en 1982. C'est le second roman de l'auteur. Celui-ci met en scène le retour du SPECTRE démantelé autrefois par James Bond dans On ne vit que deux fois.

## Résumé
Bond fait équipe avec l'agent de la CIA Sandra Leiter, la fille de son vieil ami Felix Leiter, pour enquêter sur un certain Markus Bismaquer, soupçonné de faire revivre l'organisation criminelle SPECTRE (Service pour l'espionnage, le contre-espionnage, le terrorisme, les règlements et l'extorsion), censé avoir été dissoute des années plus tôt après la mort de son leader, Ernst Stavro Blofeld, des mains de Bond (dans On ne vit que deux fois).
Les services secrets britanniques apprennent que Bismaquer est un collectionneur obsessionnel de gravures rares, aussi Bond et Sandra sont invités à l'immense ranch privé de l'homme à Amarillo, au Texas, en se faisant passer pour des marchands d'art. Lors de leur visite, Bond rencontre Néna, la femme de Bismaquer, ainsi que son second : Luxor. L’investigation de Sandra et 007 se poursuit dans le Ranch : qui de Bismaquer ou Luxor est le nouveau Blofeld ? Les deux agents sont pris de plusieurs péripéties, ils retrouvent des fourmis moissonneuses dans le lit, une course automobile, une relation se crée entre Bond et Néna... Aussi il découvre que Néna n'a qu'un seul sein et que Bismaquer fabrique des crèmes glacées au parfum très spécial capable de rendre un homme malléable au point que ce dernier obéisse aveuglement à ses supérieurs.
Bond réussit à s'infiltrer dans la conférence que Bismaquer et Luxor donnent et découvre que le nouveau SPECTRE à des plans pour prendre le contrôle du siège du NORAD situé au Mont Cheyenne, afin de prendre le contrôle du réseau de défense spatiale militaire américain, et plus précisément les "Loup de l'espace". C'est d’ailleurs à cet endroit que sont acheminées toutes les glaces. Sa véritable identité découverte, Bond tente de s'enfuir mais il est capturé et subit un lavage de cerveau : il pense désormais être un général américain quatre étoiles chargé d'inspecter le NORAD. Bien qu'il ait été prévue qu'il soit tué dans l'attaque sur la base, Bond retrouve sa personnalité et sa mémoire grâce à des pilules que Néna lui avait administré. Il réussit à faire déjouer l'attaque grâce à l'aide des militaires sur place.
Alors que la base est hors de danger, un hélicoptère se pose, il est piloté par Néna. Celle-ci lui raconte que Bismasquer est en route pour sa demeure de Louisiane avec Sandra qu'il a capturé, et que s'ils se dépêchent, ils devraient arrivés avant lui. Le soir dans la demeure, Bond est témoin du meurtre de Bismaquer par Néna, qui est en fait le cerveau de l'opération et la fille de Ernst Stavro Blofeld. Elle a tué ce dernier parce que c'est lui qui a en fait administré les pilules à Bond, Bismaquer étant tombée amoureux de Bond. Un fait qu'elle avoue à Bond juste avant de tomber sous l'emprise écrasante de ses pythons de compagnie. Elle est par la suite achevé par Felix Leiter, renseignée par Sandra qui avait réussi à s'enfuir du ranch quelques jours auparavant. Bond se refuse de l'amour de Sandra par respect pour son vieil ami, même si celui-ci lui donne sa bénédiction. Le roman s'achève par un cadeau que reçoit Bond à son hôtel, un paquet du président des États-Unis contenant un Colt .38 police avec l'inscription "Pour services spéciaux".

## Autour du roman
En juin 1941 le général William Donovan a été nommé par Franklin D. Roosevelt au poste de coordonnateur de l'information (CI), une position plus tard transformée en la présidence de l'Office des Services Stratégiques (OSS). À la demande de Donovan, Ian Fleming a été contacté pour écrire un long mémoire décrivant la structure et les fonctions d'une organisation de services secrets. Certaines parties du présent protocole ont été utilisées plus tard dans la charte officielle pour l'OSS, qui a ensuite été dissous après la Seconde Guerre mondiale en 1945. Pour l'appréciation du travail de Fleming, Donovan fait cadeau a Fleming d'un Colt .38 police avec l'inscription, For special services.En 1944, Donovan a proposé au président Roosevelt la création d'une nouvelle agence, "ce qui procurera à la fois les méthodes de l'intelligence ouverte et secrète et en même temps la fourniture des orientations de renseignement, la détermination des objectifs nationaux de renseignement, ainsi que la corrélation et la matière renseignements recueillis par l'ensemble des organismes gouvernementaux". Cette organisation a été établie plus tard en 1947 en tant que la célèbre CIA , un descendant direct de l'OSS.
- James Bond a une relation plus que professionnelle avec Ann Reilly.
- Au début il se rappelle ses anciennes conquêtes.
- La nouvelle arme de service de Bond est un Heckler & Koch VP70.
- James Bond roule toujours avec sa Saab 900 turbo grise qu'il a fait réparer, en plus de l'équipement présent dans Permis renouvelé on apprend qu'elle possède un dispositif anti-incendie, une bonbonne d'oxygène et un phare d'avion éblouissant caché derrière la plaque d'immatriculation avant.
- La valise de Bond grouille aussi de nouveaux gadgets dans ses compartiments secrets : emplacement pour couteaux de lancer, une longue corde, jeu de rossignols, un peu de plastic avec ses détonateurs, une pince monseigneur, revolver highway patrolman et une paire de gants.

## Personnages principaux
- James Bond : Il fait équipe avec Sandra Leiter, de la CIA, fille de son vieil ami Felix Leiter, pour cette mission.
- Felix Leiter : contre toute attente, le vieil ami de Bond n'intervient que très peu dans la mission. Il vient juste pour sauver sa fille à la fin.
- Sandra Leiter (Cedar Leiter en VO) : fille de Felix Leiter, elle aussi agent de la CIA, forme un duo avec Bond dans ce roman.
- Markus Bismaquer : le chef hypothétique du SPECTRE ressuscité par sa femme Néna, il veut prendre le contrôle du NORAD pour avoir l'emprise sur le réseau spatial et militaire américain. Sera tué par sa femme.
- Nena Bismaquer : Pour l'état civil, elle porte le nom de Néna Clavert, orpheline parisienne n'ayant jamais connu sa mère. Elle affirme que son oncle a pourvu à son éducation jusqu'à l'âge de 20 ans. En fait, cet oncle n'est autre que son père, Ernst Stavro Blofeld, auprès de qui elle a acquis l'essentiel de ses connaissances. Elle est passionnée par les beaux-arts. À la disparition de son « oncle », elle prend en charge secrètement la direction du SPECTRE et épouse, par convenance, un riche américain, Markus Bismaquer. À la tête de l'organisation secrète, elle est tout aussi impitoyable que son père et elle n'apporte pas de changements significatifs au fonctionnement du SPECTRE. Elle présente une anomalie physique puisqu'un de ses seins est atrophié, ce qui peut lui poser quelques problèmes psychologiques dans ses relations intimes avec les hommes. Alors étouffée par ses propres pythons dans la dernière partie du roman, Leiter abrège ses souffrances en l'abattant.
- Walter Luxor
- Mike Mazzard
- Ann Reilly
- M